# M31-RV
M31-RV — красная переменная звезда в галактике Андромеды. В 1988 году пережила вспышку, аналогичную вспышке V838 Единорога в 2002 году. Такие объекты получили название ярких красных новых. Во время вспышки и V838 Единорога, и M31-RV достигли максимальной абсолютной звёздной величины −9,8.
В 2006 году область вокруг M31-RV была исследована с помощью космического телескопа Хаббла, но были видны только красные гиганты. Считается, что звезда либо стала слишком тусклой, чтобы Хаббл мог её увидеть, либо звезда является спутником одного из красных гигантов, либо звезда является одним из самих красных гигантов.
M31-RV достигла максимальной звёздной величины +17, а затем быстро исчезла и показала образование пыли. Наиболее вероятное объяснение гласит, что эти вспышки происходят во время столкновений звёзд.